# Sentina

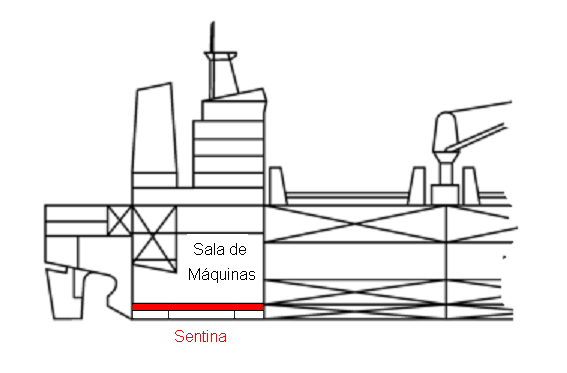
Diagrama de la sentina de máquinas

En náutica, la sentina es el espacio de una embarcación, en la parte más baja de la sala de máquinas, justo por encima de los doblefondos. Tiene por objeto recolectar todos los líquidos aceitosos procedentes de pequeñas pérdidas en tuberías, juntas y bombas que pudieren derramarse en ese espacio como consecuencia de la normal operación de la planta motriz.
Las aguas de sentinas son purificadas mediante separadores de materia oleosa y bombeadas al exterior en alta mar, quedando a bordo los productos contaminantes, conocidos con el nombre de slop y que son retirados en puerto para su tratamiento y eliminación.
Las bodegas de carga también cuentan con un pocete de sentinas construido a popa del espacio por debajo del nivel del plano de bodegas a fin de recolectar el agua de condensación que se genera en el interior de los barcos por la diferencia de temperaturas entre la atmósfera exterior y la interior.
En embarcaciones menores, deportivas o de recreo, se denomina sentina a la zona más baja del casco circundante a la quilla donde se reúnen tanto el agua embarcada como la de lluvia.

## Sentinazo
Un sentinazo es el vertido al mar de las aguas sucias de los buques y barcos pesqueros.